# 9493 Енеску
9493 Ене́ску (9493 Enescu) — астероїд головного поясу, відкритий 26 березня 1971 року.
Тіссеранів параметр щодо Юпітера — 3,388.